# ایهاب توفیق
ایهاب توفیق (عربی: إيهاب توفيق؛ زادهٔ ۷ ژانویهٔ ۱۹۶۶) یک خواننده و موسیقی‌دان اهل مصر است.